# Reinhard Eugen Bösch

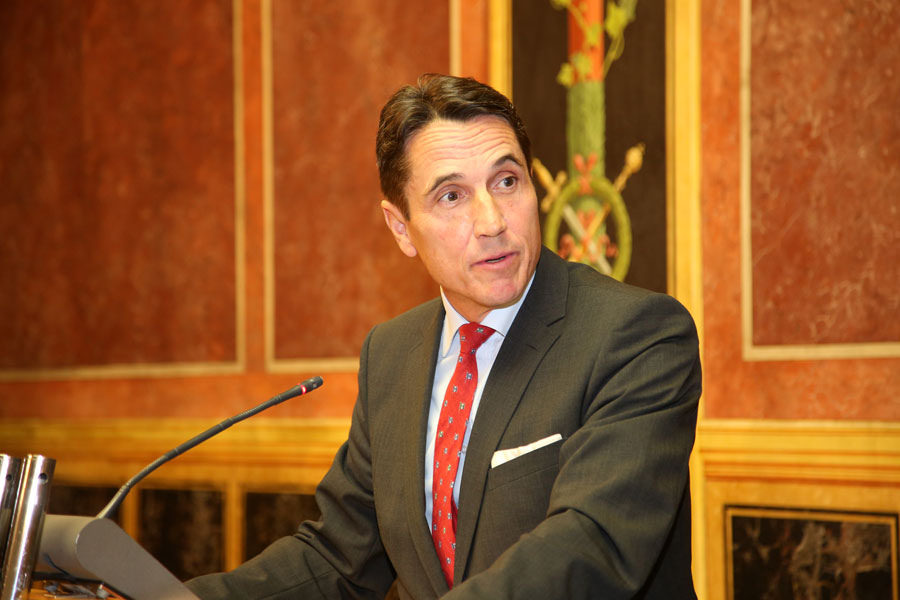
Reinhard Eugen Bösch (2014)

Reinhard Eugen Bösch (* 16. Jänner 1957 in Dornbirn) ist ein österreichischer Politiker (FPÖ) und Bibliothekar. Bösch war von 1994 bis 1999 Mitglied des Bundesrates und von 1999 bis 2008 sowie von Oktober 2013 bis Oktober 2022 Abgeordneter zum österreichischen Nationalrat.

## Ausbildung und Beruf
Bösch besuchte von 1963 bis 1967 eine Volksschule in Dornbirn und im Anschluss das örtliche Bundesgymnasium Dornbirn, an dem er 1975 die Matura ablegte. Danach leistete Bösch zwischen 1975 und 1976 seinen Präsenzdienst als Einjährig-Freiwilliger ab. Von 1976 bis 1982 studierte Bösch Rechtswissenschaften, Geschichte und Germanistik an der Universität Wien und schloss sein Studium mit der Promotion zum Doktor philosophiæ (Dr. phil.) ab. 1987 legte Bösch die Landesdienstprüfung „Volksbildungsdienst“, 1988 die Bundesdienstprüfung Bibliotheks-, Dokumentations- und Informationsdienst ab.
Bösch arbeitet seit 1982 als Bibliothekar und ist Oberst der Reserve des österreichischen Bundesheeres. Zudem ist Bösch Alter Herr bei der Wiener akademische Burschenschaft Teutonia. Außerdem Alter Herr der Schülerverbindungen Pennal-Verbindung Alemannia Dornbirn und Pennal-Verbindung Nibelungen Bregenz.

## Politische Karriere
Bösch war zwischen 1989 und 1994 Abgeordneter zum Vorarlberger Landtag und vertrat zwischen 1994 und 1999 die FPÖ im Bundesrat. Im Bundesrat übernahm Bösch von 1998 bis 1999 die Funktion des Vorsitzenden der FPÖ-Bundesratsfraktion.
Am 29. Oktober 1999 wechselte er in den Nationalrat und war bis April 2006 Wehrsprecher des FPÖ-Parlamentsklubs. In der Folge wurde ihm das Rednerrecht vom Klubvorsitzenden Scheibner mit der Begründung aberkannt, er würde mit seinem Stimmrecht Oppositions- und nicht Koalitionspolitik betreiben. Bösch schied nach der Nationalratswahl am 27. Oktober 2008 für eine Legislaturperiode aus dem Nationalrat aus. Bei der Nationalratswahl 2013 kandidierte Bösch abermals zum Nationalrat und konnte über die Bundesliste der FPÖ erneut in diesen einziehen. Auch nach der Nationalratswahl 2017 blieb Bösch erneut Mandatar der FPÖ im österreichischen Nationalrat, wobei er ein Grundmandat im Regionalwahlkreis Vorarlberg Nord erreichen konnte. Im Juli 2019 folgte er Roman Haider als außenpolitischer Sprecher im Freiheitlichen Parlamentsklub nach. Bei der Nationalratswahl 2019 konnte Bösch über ein Grundmandat der FPÖ im Landeswahlkreis Vorarlberg erneut in den Nationalrat einziehen.
Lokalpolitisch ist Bösch in der Stadt Dornbirn engagiert, wo er 1988 bis 2000 als Stadtparteiobmann der FPÖ fungierte und erstmals von 1995 bis 1997 Mitglied der Stadtvertretung war. Zudem war Bösch von 1991 bis 1995 Vizepräsident des Vorarlberger Zivilschutzverbands. Bösch ist zudem seit 1990 Bezirksparteiobmann der FPÖ Dornbirn, war von 1990 bis 2006 Mitglied des Landesparteivorstandes und von 1994 bis 2006 Landesparteiobmann-Stellvertreter. Bei der Stadtvertretungswahl in Dornbirn 2010 wurde Bösch erneut in die Dornbirner Stadtvertretung gewählt.
Anfang Mai 2016 wurde bekanntgegeben, dass Reinhard Eugen Bösch im Juni desselben Jahres zum Landesparteiobmann der Vorarlberger FPÖ und damit zum Nachfolger von Dieter Egger gewählt werde. Im Rahmen des Landesparteitags am 1. Juli 2016 übergab Egger schließlich das Amt des Landesparteiobmanns der Vorarlberger Freiheitlichen an Bösch. Am 8. Juni 2018 wurde Christof Bitschi bei einem Sonderparteitag in Nenzing als Nachfolger von Reinhard Bösch zum FPÖ-Landesparteiobmann gewählt.
Mit 31. Oktober 2022 schied er aus dem Nationalrat aus, sein Mandat ging an Thomas Spalt. Mit 1. November 2022 folgte ihm Volker Reifenberger als Wehrsprecher nach. Mit 1. Januar 2025 übernahm Bösch den Vorsitz der parlamentarischen Bundesheerkommission.

### Kontroversen
Zum im Herbst 2014 eröffneten Deserteursdenkmal in Wien stellte Bösch fest, „individuell“ könne es „vorgekommen sein, dass es Fälle gab, dass jemand desertierte und dafür wirklich gute Gründe hatte.“ Auch lobte er ein Flugblatt der Burschenschaft Teutonia, der er auch selbst angehört. Diese hatte festgestellt, Deserteure seien „keine Helden, egal wie viele Denkmäler die rotgrüne Stadtregierung bauen“ lasse.
In einem Interview mit der Neuen Vorarlberger Tageszeitung vom 2. September 2018 brachte Reinhard Eugen Bösch angesichts der Europäischen Flüchtlingskrise einen Vorschlag auf, wonach Flüchtlinge in nordafrikanischen Mittelmeer-Anrainerstaaten aufgefangen werden sollten, ehe diese die Überfahrt über das Mittelmeer antreten könnten. Hingewiesen auf die Instabilität Libyens äußerte er „Und wenn das nicht funktioniert, dann ist das auch nach meiner Auffassung mit verschiedensten militärischen und polizeilichen einfach durchzuführen. Also einen Raum in Besitz zu nehmen vonseiten der Europäischen Union, ihn zu sichern, dort auch Versorgungseinrichtungen für diese Menschen einzurichten und dann diese Menschen zurückzubringen in ihre Heimatländer.“ Dies wurde von mehreren Medien und politischen Gegnern als Vorschlag zur militärischen Besetzung ausländischen Territoriums aufgefasst und entsprechend stark kritisiert.

### Verhältnis zum Rechtsextremismus
Bösch ist Mitglied der, vom Dokumentationsarchiv des österreichischen Widerstandes als rechtsextrem eingestuften, deutschnationalen Wiener akademischen Burschenschaft Teutonia. Im Februar 2019 distanzierte sich Bösch von der Verwendung des Begriffes Ostmark statt Österreich durch seine Burschenschaft Teutonia.

## Auszeichnungen
- 2002: Großes Goldenes Ehrenzeichen für Verdienste um die Republik Österreich[17]
- 2007: Großes Silbernes Ehrenzeichen mit dem Stern für Verdienste um die Republik Österreich[17]
- Wehrdienstmedaille in Gold
- Wehrdiensterinnerungsmedaille
- Bundesheerdienstzeichen